# روبرت لونغ (لاعب كريكت)
روبرت لونغ (بالإنجليزية: Robert Long)‏ (9 نوفمبر 1846 في المملكة المتحدة - 6 أغسطس 1924 في المملكة المتحدة) هو لاعب كريكت بريطاني (وحمل سابقاً جنسية المملكة المتحدة لبريطانيا العظمى وأيرلندا). لعب مع نادي مقاطعة سري للكريكت ‏.

## وصلات خارجية
- روبرت لونغ على موقع إي آس بي آن كريك إنفو (الإنجليزية)